# Li Jingliang
Li Jingliang (李景亮S; Xinjiang, 20 marzo 1988) è un artista marziale misto cinese.
Combatte nella divisione dei pesi welter per l'organizzazione statunitense UFC. In passato ha militato anche nella promozione Legend Fighting Championship, dove è stato campione di categoria.

## Caratteristiche tecniche
Li è un lottatore solido, abile sia nel combattimento in piedi che in quello a terra. Con ottime conoscenze nel sanda e nella lotta libera, è capace di chiudere le distanze a piacimento, facendo valere la propria forza fisica. È inoltre in possesso di un ampio bagaglio di sottomissioni.
In giovane età era considerato  fra i talenti asiatici più promettenti al mondo; tuttavia, nel corso degli anni non è riuscito a esprimere a pieno il potenziale riconosciutogli, offrendo prestazioni spesso discontinue.

## Carriera nelle arti marziali miste

### Ultimate Fighting Championship
Li sigla un contratto con la promozione statunitense UFC nella prima parte del 2014. Il suo debutto contro David Michaud, il 24 maggio seguente a UFC 173, non si rivela semplice ma culmina con un successo per decisione non unanime dei giudici.
Il suo ritorno avviene il 4 ottobre dello stesso anno a UFC Fight Night 54 contro il francese Nordine Taleb, ma questa volta è il cinese ad essere sconfitto per decisione non unanime, nonostante l'apparente vantaggio nel corso della sfida.
Li si ripresenta il 16 maggio 2015 in occasione di UFC Fight Night 66: il suo sfidante prestabilito Roger Zapata è però sostituito dal brasiliano Dhiego Lima, infine battuto per KO in 85 secondi.
Il cinese avrebbe dovuto vedersela con Kiichi Kunimoto il 25 settembre seguente a UFC Fight Night 75, ma il giapponese è sostituito dal connazionale Keita Nakamura per via di un infortunio. Pur avendo controllato agevolmente i primi due round, Li si deve arrendere per sottomissione alla terza tornata, spiazzato da una rear-naked choke subita in piedi.
L'8 luglio 2016 si ritrova opposto ad Anton Zafir in occasione di The Ultimate Fighter 23 Finale, aggiudicandosi la vittoria via KO alla prima ripresa.
Il 10 dicembre seguente era in procinto di combattere Chad Laprise a UFC 206, ma per via di un infortunio subito da quest'ultimo la sfida viene annullata un mese prima.
Li doveva affrontare Yancy Medeiros il 28 gennaio 2017 a UFC on Fox 23, ma a causa di un infortunio all'ultimo momento lo statunitense è sostituito dal neoarrivato Bobby Nash. In un match molto impegnativo, l'asiatico riesce a trionfare via KO al secondo round. Successivamente entrambi i lottatori sono premiati con il bonus Fight of the Night.
Torna in azione cinque mesi dopo per sfidare il debuttante Frank Camacho all'evento UFC Fight Night 111. Il cinese ne emerge vittorioso via decisione unanime dei giudici, e per la spettacolarità offerta dal loro incontro entrambi i lottatori vengono premiati con il riconoscimento Fight of the Night.

## Risultati nelle arti marziali miste
| Risultato | Record | Avversario                | Metodo                                            | Evento                                                    | Data              | Round | Tempo | Città                          | Note                                  |
| --------- | ------ | ------------------------- | ------------------------------------------------- | --------------------------------------------------------- | ----------------- | ----- | ----- | ------------------------------ | ------------------------------------- |
| Sconfitta | 18-7   | Khamzat Chimaev           | Sottomissione (rear-naked choke)                  | UFC 267                                                   | 30 ottobre 2021   | 1     | 3:16  | Abu Dhabi, Emirati Arabi Uniti |                                       |
| Vittoria  | 18-6   | Santiago Ponzinibbio      | KO (pugno)                                        | UFC on ABC: Holloway vs. Kattar                           | 16 gennaio 2021   | 1     | 4:25  | Abu Dhabi, Emirati Arabi       | Performance of the Night              |
| Sconfitta | 17-6   | Neil Magny                | Decisione (unanime)                               | UFC 248: Adesanya vs. Romero                              | 7 marzo 2020      | 3     | 5:00  | Las Vegas, Stati Uniti         |                                       |
| Vittoria  | 17-5   | Elizeu Zaleski dos Santos | KO tecnico (pugni)                                | UFC Fight Night: Andrade vs. Zhang                        | 31 agosto 2019    | 3     | 4:51  | Shenzhen, Cina                 | Performance of the Night              |
| Vittoria  | 16-5   | David Zawada              | KO (calcio al corpo)                              | UFC Fight Night: Blaydes vs. Ngannou 2                    | 24 novembre 2018  | 3     | 4:07  | Pechino, Cina                  | Performance of the Night              |
| Vittoria  | 15-5   | Daichi Abe                | Decisione (unanime)                               | UFC Fight Night: Cowboy vs. Edwards                       | 23 giugno 2017    | 3     | 5:00  | Kallang, Singapore             |                                       |
| Sconfitta | 14-5   | Jake Matthews             | Decisione (unanime)                               | UFC 221: Romero vs. Rockhold                              | 11 febbraio 2018  | 3     | 5:00  | Perth, Australia               | Fight of the Night                    |
| Vittoria  | 14-4   | Zak Ottow                 | KO tecnico (pugni)                                | UFC Fight Night: Bisping vs. Gastelum                     | 25 novembre 2017  | 1     | 2:57  | Shangai, Cina                  | Performance of the Night              |
| Vittoria  | 13-4   | Frank Camacho             | Decisione (unanime)                               | UFC Fight Night: Holm vs. Correia                         | 17 giugno 2017    | 3     | 5:00  | Kallang, Singapore             | Fight of the Night                    |
| Vittoria  | 12-4   | Bobby Nash                | KO (pugni)                                        | UFC on Fox: Shevchenko vs. Peña                           | 28 gennaio 2017   | 2     | 4:45  | Denver, Stati Uniti            |                                       |
| Vittoria  | 11-4   | Anton Zafir               | KO (pugni)                                        | The Ultimate Fighter: Team Joanna vs. Team Claudia Finale | 8 luglio 2016     | 1     | 2:46  | Las Vegas, Stati Uniti         |                                       |
| Sconfitta | 10-4   | Keita Nakamura            | Sottomissione tecnica (standing rear-naked choke) | UFC Fight Night: Barnett vs. Nelson                       | 27 settembre 2015 | 3     | 2:17  | Saitama, Giappone              |                                       |
| Vittoria  | 10-3   | Dhiego Lima               | KO (pugni)                                        | UFC Fight Night: Edgar vs. Faber                          | 16 maggio 2015    | 1     | 1:25  | Pasay, Filippine               |                                       |
| Sconfitta | 9-3    | Nordine Taleb             | Decisione (non unanime)                           | UFC Fight Night: MacDonald vs. Saffiedine                 | 4 ottobre 2014    | 3     | 5:00  | Halifax, Canada                |                                       |
| Vittoria  | 9-2    | David Michaud             | Decisione (non unanime)                           | UFC 173: Barão vs. Dillashaw                              | 24 maggio 2014    | 3     | 5:00  | Las Vegas, Stati Uniti         |                                       |
| Vittoria  | 8-2    | Luke Jumeau               | Sottomissione (ghigliottina)                      | Legend FC: Legend Fighting Championship 11                | 27 aprile 2013    | 3     | 3:38  | Hong Kong, Hong Kong           | Vince il titolo pesi welter Legend FC |
| Vittoria  | 7-2    | Dan Pauling               | Decisione (unanime)                               | Legend FC: Legend Fighting Championship 9                 | 16 giugno 2012    | 3     | 5:00  | Hong Kong, Hong Kong           |                                       |
| Sconfitta | 6-2    | Myung Ho Bae              | Decisione (unanime)                               | Legend FC: Legend Fighting Championship 7                 | 11 febbraio 2012  | 3     | 5:00  | Hong Kong, Hong Kong           |                                       |
| Vittoria  | 6-1    | Alex Niu                  | Decisione (unanime)                               | Legend FC: Legend Fighting Championship 5                 | 16 luglio 2011    | 3     | 5:00  | Hong Kong, Hong Kong           |                                       |
| Vittoria  | 5-1    | Tony Rossini              | Sottomissione tecnica (ghigliottina)              | Legend FC: Legend Fighting Championship 4                 | 27 gennaio 2011   | 2     | 1:11  | Hong Kong, Hong Kong           |                                       |
| Vittoria  | 4-1    | Andrei Liu                | KO tecnico (pugni)                                | Legend FC: Legend Fighting Championship 3                 | 24 settembre 2010 | 1     | 3:43  | Hong Kong, Hong Kong           |                                       |
| Sconfitta | 3-1    | Pat Crawley               | Decisione (unanime)                               | Legend FC: Legend Fighting Championship 2                 | 24 giugno 2010    | 3     | 5:00  | Hong Kong, Hong Kong           |                                       |
| Vittoria  | 3-0    | Yun Tao Gong              | Sottomissione (ghigliottina)                      | AOW 15: Ueyama vs. Aohailin                               | 28 novembre 2009  | 1     | 5:29  | Pechino, Cina                  |                                       |
| Vittoria  | 2-0    | Liu Jin Wen               | Sottomissione (ghigliottina)                      | UMAC: Ultimate Martial Arts Combat                        | 18 aprile 2009    | 1     | 3:05  | Pechino, Cina                  |                                       |
| Vittoria  | 1-0    | Gadzhiev Makhach          | KO tecnico (pugni)                                | AOW 8: Worlds Collide                                     | 22 settembre 2007 | 2     | 1:02  | Pechino, Cina                  |                                       |